# Nabou Fall
Nabou Fall (Seynabou Fall), née à Dakar, est une entrepreneure, écrivaine, femme d'affaires et activiste sénégalo-ivoirienne engagée en faveur de la promotion des droits de la femme.
Elle a été conférencière TEDx-Bamako, TEDxGrandBassam, TEDxSandervalia

## Biographie

### Enfance et études
Nabou Fall nait à Dakar et grandit entre Paris et Abidjan. Ses études primaires sont partagées entre la France et le Sénégal. Elle fait ses classes de collège en Côte d’Ivoire et retourne en France où elle passera toutes ses années de lycée et y obtient son baccalauréat. Elle intègre par la suite une école spécialisée en informatique et obtient un diplôme en Ingénierie Informatique. Elle poursuit son cursus dans le domaine de la Finance en intégrant le Master en Management Spécialité Contrôle de gestion et Finance de l'ISG Paris. 
Elle se forme sur le programme – Womens leadership forum- à Harvard Business School Exécutive. Oratrice de talent, elle est sollicitée pour donner des conférences publiques sur l’entrepreneuriat, le leadership des femmes et le Personal Branding. 
Elle est coach ICF, praticienne certifiée en Intelligence Emotionnelle et Disc et Certified Personal Branding Strategist .

### Vie Professionnelle
Après une carrière chez MTN Côte d'Ivoire en tant que Chef de division Marketing, elle rejoint MTN Congo en qualité de Directrice Commerciale & Marketing. Elle deviendra par la suite Directrice Générale adjointe et Directrice Générale à 2xt Com distributeur Vodacom en République Démocratique du Congo (RDC). Après un passage réussi au sein des Telco, Nabou Fall crée en 2007, Vizeo , une agence de communication et relations publiques .
Engagée dans le renforcement de capacités pour les entrepreneurs Jeunes et les femmes, elle devient en 2019, la cofondatrice auprès de trois associées, de Impact Hub Abidjan, un incubateur et accélérateur. En 2021, elle lance Nabou Fall Akademy une académie de formation et coaching en leadership et communication transformationnelle. Elle accompagne les dirigeants dans le développement de leurs marques personnelles, leurs postures de leadership et la gestion de leurs croissances personnelles. 
De mai 2017 à mai 2022, Nabou Fall a exercé les fonctions de présidente de Wimnet, puis en septembre 2018, elle a été élue présidente du Women Investment Club Côte d'Ivoire (WIC-CI) jusqu'en juin 2022.   
En 2021, Nabou Fall a été reconnue parmi les 50 personnalités les plus influentes en Afrique de l'Ouest. 
En 2024, elle fait partie du Jury de la première édition des Awards de la Jeunesse Africaine (créés par Diara Ndiaye) aux côtés de Fatma Samoura, Christophe Guilhou, Stanislas Zeze-Bayard et Will Mbiakop. 

## Publications
- Évasion virtuelle (roman), 2017

## Distinctions
- Prix mentor Femajeci Côte d’Ivoire
- Top Linkedin choice 2021
- Prix MamySor
- Prix Lead Mali
- Prix Gala des femmes entrepreneure Mali.
- Prix d'honneur au PRIMUD 2023[8]